# Lijst van brutoformules C50-C59
Dit lemma is een onderdeel van de lijst van brutoformules met 50 tot en met 59 koolstofatomen.

## C50
| Brutoformule                         | Naam                   |
| ------------------------------------ | ---------------------- |
| {\displaystyle {\ce {C50H28}}}       | Dodecaceen ~ als Aceen |
| {\displaystyle {\ce {C50H69N15O9}}}  | Melanotan II           |
| {\displaystyle {\ce {C50H71N13O12}}} | Angiotensine II        |
| {\displaystyle {\ce {C50H73N15O11}}} | Bradykinine            |
| {\displaystyle {\ce {C50H83NO21}}}   | Alfa-tomatine          |

## C51
| Brutoformule                        | Naam                                                           |
| ----------------------------------- | -------------------------------------------------------------- |
| {\displaystyle {\ce {C51H42O3Pd2}}} | tris(dibenzylideenaceton)dipalladium(0) ~ in de Stille-reactie |
| {\displaystyle {\ce {C51H79NO13}}}  | Sirolimus                                                      |

## C52
| Brutoformule                         | Naam         |
| ------------------------------------ | ------------ |
| {\displaystyle {\ce {C52H74Cl2O18}}} | Fidaxomicine |
| {\displaystyle {\ce {C52H98N16O13}}} | Colistine    |

## C53
| Brutoformule                             | Naam         |
| ---------------------------------------- | ------------ |
| {\displaystyle {\ce {C53H72N2O12^{2+}}}} | Atracurium   |
| {\displaystyle {\ce {C53H80O2}}}         | Plastochinon |
| {\displaystyle {\ce {C53H83NO14}}}       | Everolimus   |

## C54
| Brutoformule                         | Naam                            |
| ------------------------------------ | ------------------------------- |
| {\displaystyle {\ce {C54H45ClP3Rh}}} | Wilkinson-katalysator           |
| {\displaystyle {\ce {C54H70MgN4O6}}} | Chlorofyl d ~ als bladgroen     |
| {\displaystyle {\ce {C54H85NaO25S}}} | Holothurine                     |
| {\displaystyle {\ce {C54H85NaO27S}}} | Holothurine A ~ als Holothurine |

## C55
| Brutoformule                           | Naam                            |
| -------------------------------------- | ------------------------------- |
| {\displaystyle {\ce {C55H70MgN4O6}}}   | Chlorofyl b ~ als bladgroen     |
| {\displaystyle {\ce {C55H72MgN4O5}}}   | Chlorofyl a ~ als bladgroen     |
| {\displaystyle {\ce {C55H74IN3O21S4}}} | calicheamicine γ1 ~ als Eendiyn |
| {\displaystyle {\ce {C55H84N17O21S3}}} | Bleomycine                      |

## C56
| Brutoformule                         | Naam         |
| ------------------------------------ | ------------ |
| {\displaystyle {\ce {C56H87NO16}}}   | Temsirolimus |
| {\displaystyle {\ce {C56H88N18O22}}} | Pyoverdine   |

## C57
| Brutoformule                      | Naam                         |
| --------------------------------- | ---------------------------- |
| {\displaystyle {\ce {C57H104O6}}} | Glyceryltrioleaat            |
| {\displaystyle {\ce {C57H110O6}}} | Stearine glyceroltristearaat |

## C58
| Brutoformule                         | Naam         |
| ------------------------------------ | ------------ |
| {\displaystyle {\ce {C58H95N15O15}}} | Teixobactine |

## C59
| Brutoformule                          | Naam         |
| ------------------------------------- | ------------ |
| {\displaystyle {\ce {C59H89N19O13S}}} | Icatibant    |
| {\displaystyle {\ce {C59H90O4}}}      | Co-enzym Q10 |